# منتخب إيطاليا لكرة اليد الشاطئية للسيدات
منتخب إيطاليا لكرة اليد الشاطئية للسيدات (بالإيطالية: Nazionale di beach handball femminile dell'Italia)‏ هو ممثل إيطاليا الرسمي في المنافسات الدولية في كرة اليد الشاطئية للسيدات
.